# Selena: la serie
Selena: la serie es una serie de televisión web biográfica sobre la vida y carrera de la cantante Selena. Fue producida por Netflix y Campanario Entertainment, junto con la familia de la cantante, y es la versión autorizada de la vida de Selena, a diferencia de la serie El secreto de Selena, una versión no autorizada de la periodista María Celeste Arrarás. La serie está protagonizada por Christian Serratos como el personaje principal.
La serie cuenta con 18 episodios, divididos en dos partes de 9 episodios cada una. Netflix retrasó su estreno programado, y tuvieron que reanudar las grabaciones después de meses debido a la pandemia de COVID-19.
La primera parte fue lanzada el 4 de diciembre de 2020. Netflix "pese a las duras críticas que recibió la serie", confirmó el día 5 de abril de 2021 que la segunda y última parte de la serie se estrenaría el 4 de mayo de 2021.

## Sinopsis
La historia de la cantante Selena Quintanilla, desde su infancia hasta su llegada a la fama, junto a las difíciles y desgarradas decisiones que debió tomar para vivir del amor y aferrarse a la música.

## Reparto

### Principales
- Christian Serratos como Selena Quintanilla
  - Madison Taylor Báez como Selena (niña)
- Ricardo Chavira como Abraham Quintanilla Jr.
  - Brandol Ruiz como Abraham (joven)
- Gabriel Chavarría como A.B. Quintanilla
  - Juan Martínez como A.B. (niño)**
- Noemí González como Suzette Quintanilla
  - Daniela Estrada como Suzette (niña)
- Seidy López como Marcella Quintanilla
  - Aneasa Yacoub como Marcella (joven)

### Secundarios
- Julio Macías como Pete Astudillo
- Jesse Posey como Chris Pérez
- Hunter Reese Peña como Ricky Vela
- Luis Bordonada como Johnny Canales
- Carlos Alfredo Jr. como Joe Ojeda
- Paul Rodríguez como Roger García
- Gladys Bautista como Vangie

### Invitados
- David Fernández Jr. como David Kramer[12]
- Eric 'Rigo' Aragón como José Behar[12]
- Mark Atkinson como un gerente en el restautante Denny's.[12]
- Oscar Ávila como Manny Guerra[12]
- David Barrera como Héctor[12]
- Casey Tutton como Jilly[12]
- Bryan Arion como Ray
- Natasha Pérez como Yolanda Saldivar[13]

## Episodios
| Parte | Parte | Episodios | Episodios | Lanzamiento original   | Lanzamiento original   |
| ----- | ----- | --------- | --------- | ---------------------- | ---------------------- |
|       | 1     | 9         | 9         | 4 de diciembre de 2020 | 4 de diciembre de 2020 |
|       | 2     | 9         | 9         | 4 de mayo de 2021      | 4 de mayo de 2021      |

### Parte 1 (2020)
| N.º en serie | N.º en temp. | Título                 | Dirigido por       | Escrito por                                 | Fecha de lanzamiento original |
| --- | ------------ | ---------------------- | ------------------ | ------------------------------------------- | ----------------------------- |
| 1 | 1            | «Daydream»             | Hiromi Kamata      | Moisés Zamora                               | 4 de diciembre de 2020        |
| El prólogo de apertura es en 1994, cuando Selena realiza un concierto ante miles de fanáticos en Chicago. El episodio luego se traslada a la infancia de Selena en Texas, donde su padre Abraham, con inclinaciones musicales, decide formar una banda familiar después de escuchar a Selena cantar. Con la gerencia de Abraham y el apoyo de su esposa Marcella, Selena y sus hermanos Suzette y AB forman Southern Pearl, una banda de covers que canta viejos clásicos. La familia pasa por una recesión económica y pequeños conciertos, hasta que tienen una actuación exitosa en la boda de un amigo de la familia, lo que los anima a continuar. En un carnaval, Abraham ve a una popular banda tejana y se da cuenta de que la música tejana ha cambiado desde su época en una banda. Decide renovar la banda familiar y cambiar su enfoque a la música en español, formando Selena Y Los Dinos. |              |                        |                    |                                             |                               |
| 2 | 2            | «Dame un beso»         | Hiromi Kamata      | Moisés Zamora                               | 4 de diciembre de 2020        |
| En 1986, Selena y Los Dinos tienen cierto éxito pero aún luchan económicamente. Mientras Abraham les consigue un nuevo contrato discográfico, anima a AB a hacerse cargo de la banda, encontrar nuevos miembros y conseguir nueva música. AB persigue al compositor Luis Silva, pero se decepciona cuando se niega a darles una canción. Con el apoyo de Abraham, AB comienza a escribir nuevas canciones en colaboración con su nuevo teclista, Rick. Graban un LP y su canción Dame un Beso se escucha en la radio, lo que emociona a AB. Sin embargo, Selena tiene que abandonar la escuela y, aunque está emocionada de diseñar el vestuario de la banda, siente que se está perdiendo las experiencias habituales de la adolescencia. |              |                        |                    |                                             |                               |
| 3 | 3            | «And the winner is...» | Hiromi Kamata      | Jessica López                               | 4 de diciembre de 2020        |
| La familia está emocionada cuando Selena y Los Dinos son nominados a los Tejano Music Awards en las categorías de Mejor Canción y Vocalista Femenina del Año. Ellos pierden el primero, pero Selena gana el segundo. En la ceremonia de premiación, Selena conoce a Laura Canales, quien le aconseja ser quien es, en lugar de quien la gente quiere que sea. Abraham reserva una aparición en el show de Johnny Canales, que estaría siendo la primera actuación de Selena en México, por lo que ella se propone mejorar su habla española antes de esa fecha. El concierto comienza mal cuando Selena abre con una canción en inglés, pero mejora cuando cambia al español y canta «La Bamba». Después del concierto, Suzette, quien ha sentido que su contribución a la banda no es significativa, se emociona al conocer a una joven fan mexicana que quiere ser una baterista como ella. |              |                        |                    |                                             |                               |
| 4 | 4            | «Open Act»             | Hiromi Kamata      | Claudia Forestieri                          | 4 de diciembre de 2020        |
| En 1988, Abraham compra un autobús para que la banda pueda salir de gira. Después de viajar por varios estados, a través de climas cálidos y fríos, la voz de Selena comienza a deteriorarse. Al llegar a Laredo ellos están por tocar en un local de conciertos, pero descubren que otro local cercano está intentando sabotear su presentación. Para ayudar a Selena a que no cante tanto y así cuidar su voz, Abraham recluta a una banda llamada Los Bad Boys para que hagan un acto de apertura. La actuación de ambas bandas llena el auditorio y el grupo es visitado por un productor de discos de CBS, quien le da a Abraham su tarjeta. Abraham se entera de que su casero quiere vender su casa por lo que, con la expectativa de cerrar un contrato discográfico, compra su casa y las dos casas vecinas para toda la banda. AB coquetea con una fanática durante un concierto, pero luego se siente atraído por la hermana de ésta, Vangie.                                                                                            |              |                        |                    |                                             |                               |
| 5 | 5            | «Dulce Amor»           | Hiromi Kamata      | Eddie Serrano                               | 4 de diciembre de 2020        |
| Las negociaciones con CBS aún están en curso pero, en los Tejano Music Awards, un productor de discos de EMI, José Behar, se acerca a Selena. Abraham conoce a José, que ofrece menos dinero que CBS pero se compromete a dejar que Selena grabe un álbum en inglés. Abraham decide firmar el contrato con EMI, aunque una de las condiciones es que la banda pase a llamarse "Selena", es decir, descartando el nombre completo de la banda, "Selena y Los Dinos". AB y Vangie se preparan para tener un bebé, aunque a AB le preocupa cómo las giras afectarán a su familia después de que Roger deja la banda debido al estrés que le provocó. Abraham invita a los miembros de Los Bad Boys, Joe y Pete, a unirse a su banda, y AB intenta reclutar a un nuevo guitarrista, llamado Chris Perez, que inicialmente rechaza la idea. |              |                        |                    |                                             |                               |
| 6 | 6            | «My Love»              | Hiromi Kamata      | Aaron Serna                                 | 4 de diciembre de 2020        |
| La banda comienza a trabajar en su primer álbum con EMI. AB y Rick hacen la música, con AB presionándose a sí mismo por temor a que el sello discográfico se quede con Selena y deje a la banda de lado si el álbum sale mal. Selena y Suzette diseñan ropa para la portada del álbum, pero los estilistas de EMI las obligan a adoptar una apariencia "exótica" que toda la banda odia. La banda cede a las decisiones creativas del sello por ahora y usan su decepción para grabar una versión en español de «Sukiyaki». Alentada por los comentarios recibidos de la banda, Selena decide que quiere hacer su propia línea de ropa. Chris Perez decide unirse a la banda como su nuevo guitarrista y la atracción amorosa entre él y Selena es inmediata. |              |                        |                    |                                             |                               |
| 7 | 7            | «Fideo»                | Katina Medina Mora | Jorge Ramírez Martínez Pamela García Rooney | 4 de diciembre de 2020        |
| Es 1989 y la banda comienza una nueva gira con su autobús renovado. AB se mantiene bajo presión escribiendo nuevas canciones para el próximo álbum, entre ellas «Baila Esta Cumbia». Selena gana el premio a Vocalista Femenina del Año en los Tejano Music Awards por tercera vez consecutiva, pero sigue frustrada porque su banda no gana con ella. Selena y Chris pasan tiempo juntos y se vuelven más cercanos, preocupando a Suzette de que se metan en problemas con Abraham. Después de un show, Selena y Chris se besan, pero al día siguiente aceptan seguir siendo amigos porque Selena no quiere mentirle a su padre o que Chris sea despedido de la banda. |              |                        |                    |                                             |                               |
| 8 | 8            | «Gold Rush»            | Katina Medina Mora | Brenna Kouf                                 | 4 de diciembre de 2020        |
| Después de que Chris la trata fríamente, Selena se corta el pelo muy corto, justo el día antes de su sesión de fotos para la portada de su segundo álbum, «Ven Conmigo». En 1991, Selena graba su primer video musical para la canción «Buenos Amigos» con Álvaro Torres. «Ven Conmigo» logra el estatus de Oro y «Buenos Amigos» alcanza el número 1 en Hot Latin Songs de Billboard, pero EMI retraza el álbum en inglés de Selena hasta que pueda alcanzar el Platino con un álbum en español. Durante un momento privado, Selena y Chris vuelven a besarse y deciden seguir viéndose en secreto. Selena le pregunta a Marcella cuándo supo que Abraham era "el indicado", y ella le dice cómo se arriesgó con él. |              |                        |                    |                                             |                               |
| 9 | 9            | «Que Creías»           | Katina Medina Mora | Henry Robles                                | 4 de diciembre de 2020        |
| En una actuación en Eagle Pass, se desata una pelea entre la multitud y Selena es agarrada por un fan. Marcella le pide a Abraham que busque opciones de seguridad y Abraham contrata a un amigo como guardaespaldas. Con la creciente popularidad de Selena, José le aconseja a Abraham que inicie un club de fans para administrar su correo de fans, mercadería y actividades; Abraham hace que Suzette contacte a Yolanda Saldívar, una fan que se ha ofrecido voluntariamente para administrar el club de fans de forma gratuita. Pete se prepara para dejar la banda y emprender una carrera en solitario, pero antes de irse ayuda a AB a escribir «Como la Flor». Suzette se da cuenta de que Selena y Chris se ven a escondidas, y al principio se enoja hasta que entabla una relación a larga distancia y se da cuenta de lo frustrante que es la situación para ellos. Abraham accidentalmente ve a Selena y Chris en un momento privado e inmediatamente lo echa de la banda y lo baja del autobús a pesar de las protestas de Selena. |              |                        |                    |                                             |                               |

### Parte 2 (2021)
| N.º en serie | N.º en temp. | Título                           | Dirigido por       | Escrito por            | Fecha de lanzamiento original |
| --- | ------------ | -------------------------------- | ------------------ | ---------------------- | ----------------------------- |
| 10 | 1            | «Como la Flor»                   | Hiromi Kamata      | Moisés Zamora          | 4 de mayo de 2021             |
| Es 1992, y la nueva canción de Selena, «Como la flor», es un éxito, aumentando las ventas anticipadas de su tercer álbum y llevando a EMI a pedir un cuarto. Sin embargo, Selena todavía está triste por estar separada de Chris, a quien ve en secreto. Una confrontación con Suzette hace que Selena se dé cuenta de una solución para tener que elegir entre la familia y el amor: Selena y Chris se fugan para casarse. Pero antes de que puedan decírselo a Abraham y a los demás, una secretaria del juzgado filtra la noticia y se enteran por radio. Selena y Chris deciden alejarse unos días de luna de miel para que los ánimos se calmen. |              |                                  |                    |                        |                               |
| 11 | 2            | «Enter My World»                 | Hiromi Kamata      | Moisés Zamora          | 4 de mayo de 2021             |
| Selena y Chris regresan y se reconcilian con Abraham y los demás, aunque Suzette sigue herida por no ser incluida en la boda. Abraham les ofrece a Selena y Chris la casa vacía de al lado; Selena quiere tener su propio lugar privado, aunque acepta quedarse con la casa. La banda sale de gira a México por primera vez, donde Abraham convence a Selena y Chris para que oculten su matrimonio, principalmente por el bien de sus fans masculinos que fantasean con ella. Selena está de acuerdo al principio, pero luego de sentirse presionada al tener que mentir en vivo sobre su vida sentimental en el programa de televisión de Verónica Castro, en el concierto de Monterrey presenta a Chris como su esposo frente a la multitud, para consternación de Abraham. La audiencia abuchea al principio, pero el comportamiento encantador de Selena se gana a la multitud. |              |                                  |                    |                        |                               |
| 12 | 3            | «The Call»                       | Hiromi Kamata      | Henry Robles           | 4 de mayo de 2021             |
| 1993. Abraham completa la construcción de un estudio de grabación para su productora Q-Productions, usando un garaje que tenía desde 1982. Selena se inspira en el proyecto de su padre para construir una boutique y decide seguir adelante pese a las preocupaciones iniciales de Chris y Abraham. AB se siente presionado al no poder completar una nueva canción para el álbum en vivo de Selena y, después de una charla de ánimo de Abraham, se da cuenta de que «La Llamada» necesita ser grabada con toda la banda en el estudio tocando juntos. El novio de Suzette, Bill, le propone matrimonio. El éxito del álbum en vivo hace que José ofrezca a Selena el tan esperado álbum en inglés, que será producido por Nancy Brennan de SBK Records, aunque una condición es que solo Selena participe en el álbum, sin el resto de la banda. Abraham le dice a Selena que contrate a la presidenta de su club de fans, Yolanda Saldívar, para que la ayude a dirigir el negocio de la boutique. |              |                                  |                    |                        |                               |
| 13 | 4            | «Itty Bitty Bubbles»             | Hiromi Kamata      | Brenna Kouf            | 4 de mayo de 2021             |
| Selena lucha por manejar su tiempo entre las giras, las renovaciones de la boutique y la preparación para la boda de Suzette. Aún no ha aceptado el contrato del álbum en inglés, por temor a la respuesta de su familia y no está segura de si se las arreglará sola. Durante una prueba de sonido para los Premios Lo Nuestro en Miami, Selena y la banda hacen freestyle una melodía que se convierte en «Bidi bidi bom bom». Después de luchar con los contratistas de la boutique, Selena delega gran parte del trabajo a Yolanda para que lo administre. Suzette y Bill se casan, con Selena como su madrina de honor y Yolanda como dama de honor. Selena le cuenta a Suzette sobre el álbum en inglés y, con su apoyo, decide firmar el contrato. |              |                                  |                    |                        |                               |
| 14 | 5            | «Oh No»                          | Hiromi Kamata      | Jorge Ramirez-Martinez | 4 de mayo de 2021             |
| Selena está abrumada de ocupaciones mientras trabaja en su álbum en inglés, otro álbum en español y prepara la boutique para la apertura. La asistente de Nancy se sorprende de que Selena esté manejando todo el trabajo personalmente en lugar de a través de una asistente. Selena y AB graban las canciones «Techno Cumbia» y «Ya No» para el álbum en español. Finalmente, Selena contrata a su prima Debra para trabajar en la boutique. Yolanda se siente despreciada por Selena después de todo el trabajo que ha hecho. |              |                                  |                    |                        |                               |
| 15 | 6            | «Lo más bello»                   | Hiromi Kamata      | Claudia Forestieri     | 4 de mayo de 2021             |
| El álbum Selena Live! es nominado a un premio Grammy al Mejor Álbum Mexicano-Americano. La banda filma el video musical de «Amor Prohibido», que será el primer sencillo del próximo álbum. Selena graba una nueva canción escrita por Ricky, «No me queda más», aunque se da cuenta de que la escribió para Suzette. Mientras sale con su familia, Selena se cruza con una joven Beyoncé. Selena le pide al diseñador Martin Gómez que haga su vestido para los Grammy, y ambos deciden hacer una línea de ropa juntos. En los premios Grammy en Nueva York, Selena gana, pero en su discurso se olvida de agradecer a Chris, lo que se suma a su sentimiento de abandono a medida que ella se pone más ocupada. También en los premios, Selena y Suzette se cruzan con Whitney Houston, Gloria Estefan y Luis Miguel, lo que hace que Selena se dé cuenta de que ya es una estrella. |              |                                  |                    |                        |                               |
| 16 | 7            | «Si una vez»                     | Katina Medina Mora | Eddie Serrano          | 4 de mayo de 2021             |
| Después de que SBK Records escucha su grabación de «Captive Heart» para el álbum en inglés, se le dice a Selena que practique con un entrenador vocal. Las tensiones empeoran en el matrimonio de Selena y Chris. AB obtiene más canciones para Selena, de compositores a la altura de Diane Warren y Keith Thomas. Cantar «I Could Fall in Love» le recuerda a Selena cómo ella y Chris se enamoraron, por lo que luego la pareja habla y se reconcilia. José le dice a Selena que ella y la banda van a hacer un concierto en vivo frente de 65.000 personas en el Astrodome de Houston. El desfile de moda de Selena y Martin es un éxito, pero poco después Selena recibe un aviso judicial por facturas impagas de la boutique. |              |                                  |                    |                        |                               |
| 17 | 8            | «Astrodome»                      | Katina Medina Mora | Moisés Zamora          | 4 de mayo de 2021             |
| Selena y Abraham confrontan a Yolanda por el incumplimiento de los pagos, pero ella insiste en su inocencia. Suzette se tuerce el tobillo justo antes del concierto en el Astrodome, lo que les obliga a buscar un baterista de reemplazo. Abraham investiga los registros financieros y encuentra evidencia de que Yolanda robó dinero de la boutique y del club de fans de Selena. Abraham, Selena y Suzette confrontan una vez más a Yolanda por el dinero, pero ella insiste en que no hizo nada. Abraham amenaza con ir a la policía si Yolanda no puede aportar pruebas de su inocencia. El concierto de Selena en el Astrodome es un éxito. Mientras tanto, Yolanda compra un arma con balas. |              |                                  |                    |                        |                               |
| 18 | 9            | «When All the World is Sleeping» | Hiromi Kamata      | Moisés Zamora          | 4 de mayo de 2021             |
| Yolanda sigue intentando ponerse en contacto con Selena, insistiendo en que todo fue un malentendido. Después de que unos fanáticos logran ingresar a la casa de Selena y Chris, ellos deciden mudarse a un terreno que Selena ha elegido para construir una casa y una pequeña granja. Selena también les dice a Marcella y Suzette que ella y Chris van a intentar tener hijos. Una noche, Selena recibe una llamada de Yolanda. A la mañana siguiente, Selena acude para verse con Yolanda, allí le exige documentos financieros faltantes que, según Yolanda, están en su habitación de motel. Una empleada del motel escucha un disparo desde la habitación de Yolanda; Selena ha sido herida de gravedad y muere en el Corpus Christie Memorial Hospital. Abraham y AB se apresuran para llegar al hospital pero no pueden verla antes de su muerte. Familiares, amigos y fanáticos lloran su fallecimiento. En julio de 1995, se lanza el álbum en inglés de Selena, Dreaming of You. Seis meses después, Suzette ha asumido el papel de Selena dando charlas en las escuelas. Años más tarde, AB está de gira con su nueva banda, los Kumbia Kings. Posteriormente, su música sigue siendo escuchada y celebrada. |              |                                  |                    |                        |                               |

## Producción

### Desarrollo
El 11 de diciembre de 2018, Netflix anunció que se realizaría una serie basada en la vida del cantante. La serie es producida por Campanario Entertainment y Netflix junto con la familia de la cantante. La serie está basada en la vida de la cantante Selena y es la única versión "autorizada" por la familia de Selena, a diferencia de la serie El secreto de Selena, una versión no autorizada por la periodista María Celeste Arrarás, la cual la familia públicamente condenó.

### Casting
La serie está protagonizada por Christian Serratos como el personaje principal. Deadline reportó después que otros actores se unieron al proyecto tales como Noemi González (The young and the restless) como Suzette Quintanilla, hermana de Selena, mejor amiga y la primera baterista femenina en la historia de la música Tejana. Seidy López (Training Day) interpretará la madre de Selena, y Madison Taylor Báez quien interpretará a Selena de niña. Ricardo Chavira y Gabriel Chavarria interpretarían al padre y al hermano de Selena respectivamente. Más tarde se anunció que se integrarían otros actores al proyecto tales como Julio Macias, Jesse Posey, Hunter Reese, Carlos Alfredo Jr., Juan Martínez, Diana Estrada y Paul Rodríguez. Jr. y otros actores co-protagonizan la serie como la familia Quintanilla y otros miembros importantes de la vida de Selena. Macias interpreta Pete Astudillo, Posey como Chris Pérez, Peña como Ricky Vela, y Alfredo como Joe Ojeda. Martínez interpreta a A.B. Quintanilla de niño, mientras que Daniela interpreta la versión joven de Suzette, hermana de Selena y Rodríguez como Roger García, un guitarrista tímido quien era parte del grupo antes de que Chris Pérez se convirtiera en guitarrista.

### Rodaje
El rodaje de la serie comenzó a principios de octubre de 2019 en Baja California, México en lugares como Rosarito, Tecate y Tijuana. Serratos reportó a LA Times que la segunda parte de la serie terminó sus grabaciones el mes de noviembre tomando las medidas sanitarias del COVID-19.

### Recepción y crítica
Para enero de 2021, Selena: la serie alcanzó más de 25 millones de vistas, se mantuvo durante dos semanas en el top tres en México, pese a eso la serie fue recibida con críticas negativas por el público, con algunas críticas positivas por fans de Selena y allegados a su familia. La serie tiene una aprobación del 37% en el sitio web Rotten Tomatoes y un puntaje de 48 de 100 en Metacritic.